# Patrik Holeček
Patrik Holeček (* 1994, Praha) je český tanečník a první sólista baletu Národního divadla v Praze. Jeho manželkou je japonská tanečnice Aya Watanabe, která je také sólistkou Národního divadla v Praze.

## Život
Narodil se v Praze a vyrůstal v Radotíně. V této pražské čtvrti bylo málo kroužků, a to pouze fotbal a balet. Jelikož si jeho maminka vždy přála být baletkou, přihlásila ho na balet. Kvůli tomu se mu všichni smáli a chtěl hrát fotbal jako ostatní kluci z jeho třídy. Proto začal balet nesnášet a maminka ho musela uplácet, aby tam chodil dál. Vše se změnilo až když nastoupil na Taneční konzervatoř v Praze, kde si balet oblíbil. V roce 2014 absolvoval konzervatoř a ve stejném roce získal angažmá v Baletu Národního divadla, kde byl v sezoně 2016/2017 jmenován demisólistou a v sezoně 2019/2020 následně sólistou. Od dubna 2021 zastává pozici prvního sólisty.
Díky svým interpretačním a technickým předpokladům, ale i elegantnímu projevu a osobitému šarmu si zatančil nejen v klasickém baletu, ale i v jakémkoli jiném tanečním stylu a žánru. V baletu Národního divadla například ztvárnil Malíře v baletu Kafka: Proces, Prince Siegfrieda v Labutím jezeře, Prince v Leonce & Leně, Colase v Marné opatrnosti, Vlka ve Sněhové královně, Otce v Timelessu nebo titulní role v Louskáčkovi a Oněginovi. Vystoupil i v inscenacích Dumka, Ohad Naharin – decadance, Sedmá symfonie A dur, Serenade nebo Svěcení jara.
Kromě účinkování v Národním divadle se zúčastnil i několika zahraničních turné, a to po Německu, Španělsku, Nizozemsku, Číně nebo Kazachstánu. V roce 2019 vystoupil v duetu v Londýně na Russian Ballet Icons Gala 2019. Jeho manželkou je japonská tanečnice Aya Watanabe, která je také je sólistkou Národního divadla v Praze, a v roce 2023 se jim narodil syn Towa Arnošt..
V roce 2020 byl v užší nominaci na cenu Thálie v oboru balet, tanec a pohybové divadlo za titulní roli v Oněginovi. Při zahájení 139. sezony Národního divadla obdržel Cenu ředitele Národního divadla pro umělce do 35 let v oboru balet. Cenu Thálie v oboru balet, tanec a pohybové divadlo obdržel až v roce 2024 za roli Franze v Coppélii.